# Danh sách virus
Đây là danh sách virus sinh học. Xem thêm Danh sách virus máy tính
Dưới đây là danh sách các virus sinh học, và loại virus.

## A
Abelson leukemia virus — Abelson murine leukemia virus — Abelson's virus — acute laryngotracheobronchitis virus — Adelaide River virus — adeno associated virus group — Adenovirus — African horse sickness virus — African swine fever virus — AIDS virus — Aleutian mink disease parvovirus — alfalfa mosaic virus — alpharetrovirus — Alphavirus — ALV related virus — Amapari virus — Andean potato mottle virus — Aphthovirus — Aquareovirus — arbovirus — arbovirus C — arbovirus group A — arbovirus group B — Arenavirus group — Argentine hemorrhagic fever virus — Arterivirus — Astrovirus — Ateline herpesvirus group — Aujezky's disease virus — Aura virus — Ausduk disease virus — Australian bat lyssavirus — Aviadenovirus — avian erythroblastosis virus — avian infectious bronchitis virus — avian leukemia virus — avian leukosis virus — avian lymphomatosis virus — avian myeloblastosis virus — avian paramyxovirus — avian pneumoencephalitis virus — avian reticuloendotheliosis virus — avian sarcoma virus — avian type C retrovirus group — Avihepadnavirus — Avipoxvirus —

## B
B virus — B19 virus — Babanki virus — baboon herpesvirus — bacterial virus — baculovirus — Barmah Forest virus — bean pod mottle virus — bean rugose mosaic virus — Bebaru virus — Berrimah virus — betaretrovirus — Birnavirus — Bittner virus — BK virus — Black Creek Canal virus — bluetongue virus — Bolivian hemorrhagic fever virus — Boma disease virus — border disease of sheep virus — borna virus — bovine alphaherpesvirus 1 — bovine alphaherpesvirus 2 — bovine coronavirus — bovine ephemeral fever virus — bovine immunodeficiency virus — bovine leukemia virus — bovine leukosis virus — bovine mammillitis virus — bovine papillomavirus — bovine papular stomatitis virus — bovine parvovirus — bovine syncytial virus — bovine type C oncovirus — bovine viral diarrhea virus — broad bean mottle virus — broad bean stain virus — brome mosaic virus — Bromovirus — Buggy Creek virus — bullet shaped virus group — Bunyamwera virus supergroup — Bunyavirus — Burkitt's lymphoma virus — Bwamba Fever —

## C
CA virus — Calicivirus — California encephalitis virus — camelpox virus — canarypox virus — canid herpesvirus — canine coronavirus — canine distemper virus — canine herpesvirus — canine parvovirus — Cano Delgadito virus — Capillovirus — caprine arthritis virus — caprine encephalitis virus — Caprine Herpes Virus - Capripox virus — Cardiovirus — Carlavirus — Carmovirus — carrot mottle virus — Cassia yellow blotch virus — Caulimovirus — Cauliflower mosaic virus - caviid herpesvirus 1 — Cercopithecid herpesvirus 1 — cercopithecine herpesvirus 1 — Cercopithecine herpesvirus 2 — Chandipura virus — Changuinola virus — channel catfish virus — Charleville virus — chickenpox virus — Chikungunya virus — chimpanzee herpesvirus — chub reovirus — chum salmon virus — Closterovirus — Cocal virus — Coho salmon reovirus — coital exanthema virus — Colorado tick fever virus — Coltivirus — Columbia SK virus — Commelina yellow mottle virus — common cold virus — Comovirus — congenital cytomegalovirus — contagious ecthyma virus — contagious pustular dermatitis virus — Coronavirus — Corriparta virus — coryza virus — cowpea chlorotic mottle virus — cowpea mosaic virus — cowpea virus — cowpox virus — coxsackie virus — CPV (cytoplasmic polyhedrosis virus) — cricket paralysis virus — Crimean-Congo hemorrhagic fever virus — croup associated virus — Crypotovirus — Cucumovirus — Cypovirus — cytomegalovirus — cytomegalovirus group — cytoplasmic polyhedrosis virus --

## D
defective virus — deltaretrovirus — dengue virus — Densovirus — Dependovirus — Dhori virus — Dianthovirus — diplorna virus — DNA virus — Drosophila C virus — duck hepatitis B virus — duck hepatitis virus 1 — duck hepatitis virus 2 — duovirus — Duvenhage virus —

## E
eastern equine encephalitis virus — eastern equine encephalomyelitis virus — EB virus — Ebola virus — Ebola-like virus — echo virus — echovirus — echovirus 10 — echovirus 28 — echovirus 9 — ectromelia virus — EEE virus — EIA virus — EMC virus — encephalitis virus — encephalomyocarditis group virus — encephalomyocarditis virus — Enterovirus — enzyme elevating virus — enzyme elevating virus (LDH) — epidemic hemorrhagic fever virus — epizootic hemorrhagic disease virus — Epstein-Barr virus — equid alphaherpesvirus 1 — equid alphaherpesvirus 4 — equid herpesvirus 2 — equine abortion virus — equine arteritis virus — equine encephalosis virus — equine infectious anemia virus — equine morbillivirus — equine rhinopneumonitis virus — equine rhinovirus — Eubenangu virus — European swine fever virus — Everglades virus — Eyach virus —

## F
Fabavirus — felid herpesvirus 1 — feline calicivirus — feline fibrosarcoma virus — feline herpesvirus — feline immunodeficiency virus — feline infectious peritonitis virus — feline leukemia /sarcoma virus — feline leukemia virus — feline panleukopenia virus — feline parvovirus — feline sarcoma virus — feline syncytial virus — Fijivirus — Filovirus — Flanders virus — Flavivirus — foot and mouth disease virus — 
Fort Morgan virus — Four Corners hantavirus — fowl adenovirus 1 — fowlpox virus — Friend virus — Furovirus —

## G
gammaretrovirus — GB hepatitis virus — GB virus — Geminivirus — German measles virus — Getah virus — gibbon ape leukemia virus — glandular fever virus — goatpox virus — golden shinner virus — Gonometa virus — goose parvovirus — granulosis virus — Gross' virus — ground squirrel hepatitis B virus — group A arbovirus — Guanarito virus — guinea pig cytomegalovirus — guinea pig type C virus --

## H
Hantaan virus — Hantavirus — hard clam reovirus — hare fibroma virus — HCMV (human cytomegalovirus) — helper virus — hemadsorption virus 2 — hemagglutinating virus of Japan — hemorrhagic fever virus — hendra virus — Henipavirus — Hepadnavirus — hepatitis A virus — hepatitis B virus group — hepatitis C virus — hepatitis D virus — hepatitis delta virus — hepatitis E virus — hepatitis F virus — hepatitis G virus — hepatitis nonA nonB virus — hepatitis virus — hepatitis virus (nonhuman) — hepatoencephalomyelitis reovirus 3 — Hepatovirus — heron hepatitis B virus — herpes B virus — herpes simplex virus — herpes simplex virus 1 — herpes simplex virus 2 — herpesvirus — herpesvirus 7 — Herpesvirus ateles — Herpesvirus hominis — Herpesvirus infection — Herpesvirus saimiri — Herpesvirus suis — Herpesvirus varicellae — Highlands J virus — Hirame rhabdovirus — hog cholera virus — Hordeivirus — human adenovirus 2 — human alphaherpesvirus 1 — human alphaherpesvirus 2 — human alphaherpesvirus 3 — human B lymphotropic virus — human betaherpesvirus 5 — human coronavirus — human cytomegalovirus group — human foamy virus — human gammaherpesvirus 4 — human gammaherpesvirus 6 — human hepatitis A virus — human herpesvirus 1 group — human herpesvirus 2 group — human herpesvirus 3 group — human herpesvirus 4 group — human herpesvirus 6 — human herpesvirus 8 — human immunodeficiency virus — human immunodeficiency virus 1 — human immunodeficiency virus 2 — human papillomavirus — human T cell leukemia virus — human T cell leukemia virus I — human T cell leukemia virus II — human T cell leukemia virus III — human T cell lymphoma virus I — human T cell lymphoma virus II — human T cell lymphotropic virus type 1 — human T cell lymphotropic virus type 2 — human T lymphotropic virus I — human T lymphotropic virus II — human T lymphotropic virus III —

## I
Ilarvirus — infantile gastroenteritis virus — infectious bovine rhinotracheitis virus — infectious haematopoietic necrosis virus — infectious pancreatic necrosis virus — influenza A virus — influenza B virus — influenza virus (unspecified)  — influenza virus C — influenza virus D — influenzavirus pr8 — insect virus — interfering virus —

## J
Japanese B virus — Japanese encephalitis virus — JC virus — Junin virus --

## K
Kaposi's sarcoma-associated herpesvirus — Kemerovo virus — Kilham's rat virus — Klamath virus — Kolongo virus — Korean hemorrhagic fever virus — kumba virus — Kysanur forest disease virus — Kyzylagach virus —

## L
La Crosse virus — lactic dehydrogenase elevating virus — lactic dehydrogenase virus — Lagos bat virus — Lambda phage — Langur virus — lapine parvovirus — Lassa fever virus — Lassa virus — latent rat virus — LCM virus — Leaky virus — Lentivirus — Leporipoxvirus — leukemia virus — leukovirus — lumpy skin disease virus — Luteovirus — lymphadenopathy associated virus — Lymphocryptovirus — lymphocytic choriomeningitis virus — lymphoproliferative virus group — Lyssavirus --

## M
Machupo virus — mad itch virus — maize chlorotic dwarf virus — maize rough dwarf virus — mammalian type B oncovirus group — mammalian type B retroviruses — mammalian type C retrovirus group — mammalian type D retroviruses — mammary tumor virus — Mapuera virus — Marafivirus — Marburg virus — Marburg-like virus — Mason Pfizer monkey virus — Mastadenovirus — Mayaro virus — ME virus — measles virus — Melandrium yellow fleck virus - Menangle virus — Mengo virus — Mengovirus — Middelburg virus — milkers nodule virus — mink enteritis virus — minute virus of mice — MLV related virus — MM virus — Mokola virus — Molluscipoxvirus — Molluscum contagiosum virus — monkey B virus — monkeypox virus — Mononegavirales — Morbillivirus — Mount Elgon bat virus — mouse cytomegalovirus — mouse encephalomyelitis virus — mouse hepatitis virus — mouse K virus — mouse leukemia virus — mouse mammary tumor virus — mouse minute virus — mouse pneumonia virus — mouse poliomyelitis virus — mouse polyomavirus — mouse sarcoma virus — mousepox virus — Mozambique virus — Mucambo virus — mucosal disease virus — mumps virus — murid betaherpesvirus 1 — murid cytomegalovirus 2 — murine cytomegalovirus group — murine encephalomyelitis virus — murine hepatitis virus — murine leukemia virus — murine nodule inducing virus — murine polyomavirus — murine sarcoma virus — Muromegalovirus — Murray Valley encephalitis virus — myxoma virus — Myxovirus — Myxovirus multiforme — Myxovirus parotitidis —

## N
Nairobi sheep disease virus — Nairovirus — Nanirnavirus — Nariva virus — Ndumo virus — Necrovirus — Neethling virus — Nelson Bay virus — Neopvirus — neurotropic virus — New World Arenavirus — newborn pneumonitis virus — Newcastle disease virus — Nipah virus — noncytopathogenic virus — Norwalk virus — nuclear polyhedrosis virus (NPV) --

## O
O'nyong'nyong virus — oat sterile dwarf virus — Ockelbo virus — oncogenic virus — oncogenic viruslike particle — oncornavirus — Orbivirus — Orf virus — Oropouche virus — Orthohepadnavirus — orthomyxovirus infection — Orthopoxvirus — Orthoreovirus — Orungo -- ovine catarrhal fever virus — owl monkey herpesvirus --

## P
Palyam virus — Papillomavirus — Papillomavirus sylvilagi — Papovavirus — parainfluenza virus — parainfluenza virus type 1 — parainfluenza virus type 2 — parainfluenza virus type 3 — parainfluenza virus type 4 — Paramyxovirus — Parapoxvirus — paravaccinia virus — parsnip yellow fleck virus — Parvovirus — Parvovirus B19 — parvovirus group — pea enation mosaic virus — Pestivirus — Phlebovirus — phocine distemper virus — Phytoreovirus — Picodnavirus — Picornavirus — pig cytomegalovirus — pigeonpox virus — Piry virus — Pixuna virus — plant rhabdovirus group — plant virus — pneumonia virus of mice — Pneumovirus — poliomyelitis virus — poliovirus — Polydnavirus — polyhedral virus — polyoma virus — Polyomavirus — Polyomavirus bovis — Polyomavirus cercopitheci — Polyomavirus hominis 2 — Polyomavirus maccacae 1 — Polyomavirus muris 1 — Polyomavirus muris 2 — Polyomavirus papionis 1 — Polyomavirus papionis 2 — Polyomavirus sylvilagi — Pongine herpesvirus 1 — porcine epidemic diarrhea virus — porcine hemagglutinating encephalomyelitis virus — porcine parvovirus — porcine transmissible gastroenteritis virus — porcine type C virus — Potato leaf roll virus — Potato mop top virus — Potato virus Y — Potexvirus — Potyvirus — pox virus — poxvirus — poxvirus variolae — Prospect Hill virus — provirus — pseudocowpox virus — pseudorabies virus — psittacinepox virus — Puumala virus --

## Q
quailpox virus —

## R
rabbit fibroma virus — rabbit kidney vaculolating virus — rabbit papillomavirus — rabies virus — raccoon parvovirus — raccoonpox virus — radish mosaic virus — Ranikhet virus —rat cytomegalovirus — rat parvovirus — rat virus — Rauscher's virus — recombinant vaccinia virus — recombinant virus — reovirus — reovirus 1 — reovirus 2 — reovirus 3 — reptilian type C virus — respiratory infection virus — respiratory syncytial virus — respiratory virus — reticuloendotheliosis virus — Retrovirus — Rhabdovirus — Rhabdovirus carpia — Rhadinovirus — rhinovirus — Rhizidiovirus — rice dwarf virus — rice gall dwarf virus — rice ragged stunt virus — Rift Valley fever virus — Riley's virus — rinderpest virus — RNA tumor virus — RNA virus — Ross River virus — Rotavirus — rougeole virus — Rous sarcoma virus — rubella virus — rubeola virus — Rubivirus — Russian autumn encephalitis virus —

## S
SA 11 simian virus — SA2 virus — Sabia virus — Sagiyama virus — Saimirine herpesvirus 1 — salivary gland virus — sandfly fever virus group — Sandjimba virus — SARS virus — satellite virus — SDAV (sialodacryoadenitis virus) — sealpox virus — Semliki Forest Virus — Sendai virus — Seoul virus — sheeppox virus — Shope fibroma virus — Shope papilloma virus — simian foamy virus — simian hepatitis A virus — simian human immunodeficiency virus — simian immunodeficiency virus — simian parainfluenza virus — simian T cell lymphotrophic virus — simian virus — simian virus 40 — Simplexvirus — Sin Nombre virus — Sindbis virus — smallpox virus — Sobemovirus — South American hemorrhagic fever viruses — sparrowpox virus — spring beauty latent virus — Spumavirus — squash mosaic virus — squirrel fibroma virus — squirrel monkey retrovirus — SSV 1 virus group — STLV (simian T lymphotropic virus) type I — STLV (simian T lymphotropic virus) type II — STLV (simian T lymphotropic virus) type III — stomatitis papulosa virus — submaxillary virus — suid alphaherpesvirus 1 — suid herpesvirus 2 — Suipoxvirus — swamp fever virus — swinepox virus — Swiss mouse leukemia virus --

## T
T4 phage — T7 phage — TAC virus — Tacaribe complex virus — Tacaribe virus — Tanapox virus — Taterapox virus — Tench reovirus — Tenvivirus — Theiler's encephalomyelitis virus — Theiler's virus — Thogoto virus — Thottapalayam virus — Tick borne encephalitis virus — Tioman virus — tobacco mosaic virus — tobacco rattle virus — Tobamovirus — Tobravirus — Togavirus — tomato bushy stunt virus — Tomato spotted wilt virus — Tombusvirus — Torovirus — Tospovirus — transforming virus — tumor virus — Tupaia virus — turkey rhinotracheitis virus — turkeypox virus — turnip yellow mosaic virus — Tymovirus — type C retroviruses — type D oncovirus — type D retrovirus group --

## U
ulcerative disease rhabdovirus — Una virus — Uukuniemi virus group --

## V
vaccinia virus — vacuolating virus — varicella zoster virus — Varicellovirus — Varicola virus — variola major virus — variola virus — Vasin Gishu disease virus — VEE virus — Venezuelan equine encephalitis virus — Venezuelan equine encephalomyelitis virus — Venezuelan hemorrhagic fever virus — vesicular stomatitis virus — Vesiculovirus — Vilyuisk virus — viper retrovirus — viral haemorrhagic septicemia virus — Bản mẫu:VIRUS76
viruslike particle — Visna Maedi virus — Visna virus — volepox virus — VSV (vesicular stomatitis virus) --

## W
Wallal virus — Warrego virus — wart virus — WEE virus — West Nile virus — western equine encephalitis virus — western equine encephalomyelitis virus — Whataroa virus — Winter Vomiting Virus — woodchuck hepatitis B virus — woolly monkey sarcoma virus — wound tumor virus — WRSV virus --

## Y
Yaba monkey tumor virus — Yaba virus — Yatapoxvirus —yellow fever virus — Yug Bogdanovac virus —

## Z
ZYMV (zucchini yellow mosaic virus) — Zika virus
- Virus
- Virus máy tính